# Martha Washington
Martha Dandridge Custis Washington (comtat de New Kent, Virginia, 2 de juny de 1731 - Mount Vernon, Virginia, 22 de maig de 1802) fou l'esposa del primer President dels Estats Units, George Washington. Malgrat que el títol no existia en la seva època, és considerada la primera Primera dama dels Estats Units.
Filla gran de John i Frances Dandridge, va néixer en una plantació prop de Williamsburg, a la regió de Tidewater, a l'est de Virgínia. La seva educació fou la pròpia d'una noia de bona família del segle xviii, gairebé insignificant excepte en les habilitats domèstiques i socials.
Enviudà als 25 anys del seu primer marit, Daniel Parke Custis, amb qui havia tingut quatre fills, dos dels quals arribaren a l'edat adulta. Custis era l'hisendat més ric de la colònia, es dedicava a la plantació i exportació de tabac i la seva finca duia el nom de The White House. Martha Dandridge Custis, hereva d'aquesta gran plantació, aportà grans riqueses al matrimoni amb Washington, incloent-hi terres i esclaus, i ajudà el seu marit a ascendir en l'escala social, convertir-lo en una figura respectada tant en l'àmbit militar com després en el polític. No tingueren fills, però criaren conjuntament els fills del seu primer matrimoni.
Martha Washington esdevingué un símbol moral, una mena d'emblema de la nova dona estatunidenca i, doncs, un element important en la construcció del país. La seva figura i influència té encara ressò en les successives residents de la Casa Blanca.

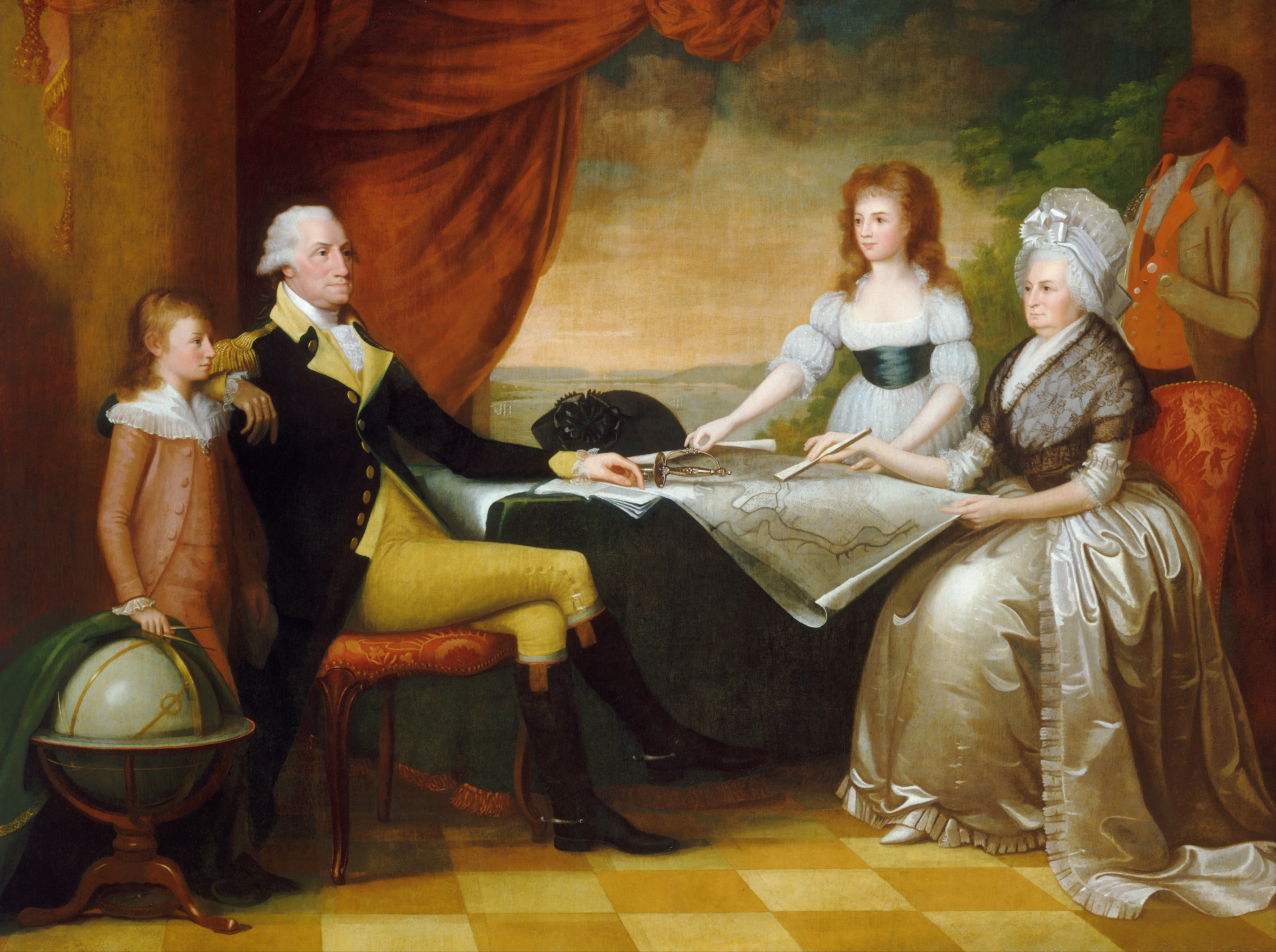
La família Washington, d'Edward Savage. Martha Washington assenyala un plànol de la ciutat de Washington